# Dennis Bergkamp
Dennis Bergkamp (en néerlandais : [ˈdɛnəz ˈbɛr(ə)xkɑmp] ), né le 10 mai 1969 à Amsterdam, est un footballeur international néerlandais évoluant au poste d'attaquant entre 1986 et 2006.
Lancé par Johan Cruyff, Bergkamp débute avec l'Ajax Amsterdam en décembre 1986. Il reste au club jusqu’en 1993 avec une moyenne supérieure à 0,50 but inscrit par match. Il remporte deux Coupes d’Europe, un titre de champion et trois coupes nationales.
Passé par l'Inter Milan, il intègre Arsenal pour en devenir un joueur clé permettant le renouveau du club. En dépit de quelques difficultés d'adaptation au style de jeu anglais à son arrivée, il devient indispensable et compose une attaque efficace aux côtés d'Ian Wright. Sa meilleure saison est celle de 1997-1998, lorsqu'il remporte le doublé coupe-championnat. Bergkamp termine sa carrière de footballeur en 2006. Le dernier match de sa carrière avec Arsenal est la finale de Ligue des champions, perdue face au FC Barcelone, qu'il passe sur le banc.
Bergkamp fait ses débuts internationaux en 1990 face à l'Italie. Favori de l'Euro 1992, il marque trois buts lors du tournoi mais son équipe perd aux tirs au but face au Danemark. Il emmène l'équipe nationale des Pays-Bas en demi-finale de la Coupe du monde en France où les Néerlandais échouent contre le Brésil. Il met un terme à sa carrière internationale après l'Euro 2000 où l'équipe des Pays-Bas perd une nouvelle fois aux tirs au but en demi-finale face à l'Italie.
En 2011, il est nommé entraîneur-adjoint de l'Ajax Amsterdam. Il fait partie du Club van 100.

## Biographie

### Enfance
Né à Amsterdam, Dennis est le dernier des quatre fils du couple Wim et Tonnie Bergkamp,. Il est élevé au sein d'un quartier ouvrier dans une famille aspirant à la classe moyenne. Son père, électricien et footballeur amateur, le prénomme en référence à l'attaquant écossais Denis Law. Ce prénom, inusité alors aux Pays-Bas, est jugé trop proche du prénom féminin « Denise » par l'état civil néerlandais qui le refuse et contraint son père à rajouter un  « n » supplémentaire. L'idole footballistique de Dennis Bergkamp durant sa jeunesse est Glenn Hoddle, le meneur de jeu mythique de Tottenham. Dennis Bergkamp est élevé dans le catholicisme et assiste régulièrement à la messe durant son enfance. Des années plus tard, il avoue ne plus fréquenter les églises tout en gardant sa foi.

### Ajax Amsterdam (1981-1993)

#### Formation (1981-1986)
Bergkamp passe par toutes les catégories de jeunes de l'Ajax Amsterdam, rejoignant le club à 11 ans, en étant coaché alors par la légende du club Johan Cruyff. Dennis Bergkamp participe au tournoi international de Wasquehal en mars 1986.

#### Professionnel et meilleur buteur (1986-1993)

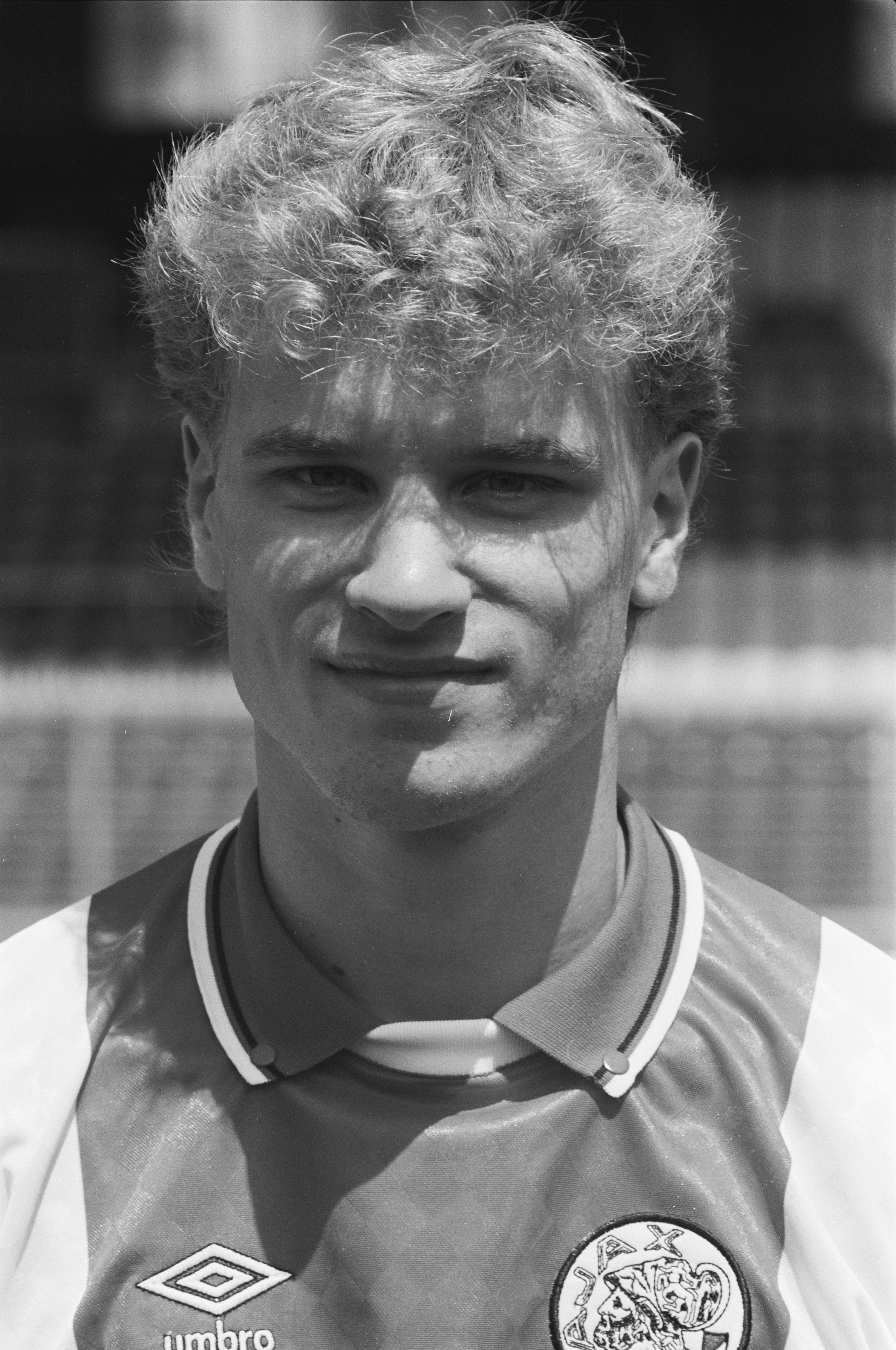
Bergkamp à l'Ajax Amsterdam en 1989.

Johan Cruyff le lance pour ses débuts professionnels le 14 décembre 1986 contre Roda JC. Bergkamp marque son premier but pour le club contre le HFC Haarlem en février 1987 dans un match où l'Ajax s'impose 6-0. Il joue vingt-trois matchs durant la saison 1986-1987, et dispute ses premières rencontres de coupes européennes contre le Malmö FF en Coupe des vainqueurs de coupe, qui lui valent de nombreux éloges. L'Ajax remporte la compétition en battant le Lokomotive Leipzig (1-0), Bergkamp rentre en cours de match.
Au fil des saisons, Bergkamp s'établit comme un titulaire indiscutable de l'Ajax Amsterdam. Cela aboutit à une période de succès pour le club qui remporte l'Eredivisie 1989-1990 pour la première fois en cinq ans. Le jeune joueur inscrit 24 buts en 33 matchs la saison suivante et devient co-meilleur buteur du championnat, avec l'attaquant brésilien du PSV Eindhoven Romário. L'Ajax remporte la finale de la Coupe UEFA 1991-1992 en battant le Torino. Bien qu'il n'ait pas pris part à la finale retour, Bergkamp marque six buts durant la compétition.
Ils battent ensuite Heerenveen en finale de la Coupe des Pays-Bas en mai 1993.
Bergkamp est seul meilleur buteur de l'Eredivisie deux saisons de suite (de 1991 à 1993), et est élu footballeur néerlandais de l'année en 1992 et 1993. Au total, il marque 122 buts en 239 matchs pour le club de sa ville natale.

### Inter Milan (1993-1995)
Le jeune attaquant néerlandais attire l'attention de plusieurs clubs européens à la suite de ses performances pour l'Ajax Amsterdam. Cruyff lui conseille de ne pas signer pour le Real Madrid, l'un des clubs s'étant intéressé à lui, et Bergkamp veut se rendre en Italie. Il considère la Serie A comme « le plus grand championnat de l'époque » et préfère se rendre à la Juventus ou l'Inter. En février 1993, Bergkamp accepte un départ pour 7,1 M£ chez les nerazzurri de Milan à la suite d'un accord de transfert qui inclut également son coéquipier Wim Jonk. Lors de la signature, Bergkamp affirme que : « le club italien répond à toutes mes demandes. La chose la plus importante pour moi était le stade, les gens du club et leur style de jeu ».
Bergkamp fait ses débuts contre le promu Reggiana en août 1993 à San Siro lors d'une victoire 2-1. Il marque son premier but pour le club contre Cremonese en septembre 1993. Habitué à un championnat moins rugueux, l'attaquant éprouve des difficultés à trouver le chemin des filets en début de saison face aux défenses italiennes organisées et implacables. L'entraîneur du Milan, Osvaldo Bagnoli, ne parvient pas à constituer une attaque efficace, positionnant Bergkamp dans une attaque à trois avec l'uruguayen Rubén Sosa et l'italien Salvatore Schillaci. Les résultats décevants en championnat amènent au limogeage de l'entraîneur en février 1994. Il est remplacé par le vainqueur de la Coupe du monde 1982, Giampiero Marini. Le club milanais finit treizième de Serie A 1993-1994, à un point de la relégation. Le Néerlandais inscrit huit buts en championnat. Néanmoins, la campagne européenne est une réussite et les Milanais remportent la Coupe UEFA face au FC Salzbourg. Bergkamp est élu meilleur buteur de la compétition avec huit réalisations, dont un triplé contre le Rapid Bucarest au premier tour de la compétition. Bergkamp conclut une première année italienne convaincante avec un total de vingt-cinq buts.
Au début de la seconde saison italienne de l'attaquant, Ottavio Bianchi est nommé entraîneur. Durant la Coupe du monde 1994, Bergkamp endure une campagne décevante, qui le fatigue autant physiquement que moralement. Il marque cinq buts en 26 matchs toutes compétitions confondues, soit l'une de ses plus mauvaises performances depuis qu'il est professionnel. Hors du terrain, la relation de l'Oranje avec la presse italienne et les fans devient tendue. Sa personnalité timide est interprétée comme de l'apathie par les journalistes. En raison de son mauvais rendement sur le terrain, un journal sportif italien rebaptise son prix accordé à la pire performance de la semaine, « L'asino della settimana » (âne de la semaine) en « Bergkamp della settimana ». L'Inter termine la saison en sixième position du championnat et ne réussit pas à conserver son titre européen, étant éliminé dès le deuxième tour. En février 1995, le club est acheté par l'homme d'affaires italien Massimo Moratti, qui promet d'investir massivement pour l'équipe. L'avenir de Bergkamp au sein du club semble incertain après la signature de l'attaquant Maurizio Ganz. Bergkamp lie sa mauvaise saison avec le développement de son aviophobie, indiquant lors des matchs à l'extérieur penser parfois au vol retour alors qu'il est en train de disputer la rencontre.

### Plus de dix ans à Arsenal (1995-2006)

#### Joueur clé (1995-2001)
Massimo Moratti effectue de nombreux changements dans l’effectif milanais, et Bergkamp décide de quitter l'Inter, pour signer avec Arsenal le 20 juin 1995 pour un montant estimé à 7,5 m£. Il est le premier transfert de l'entraîneur Bruce Rioch et bat le précédent record de transfert du club (2,5 m£). L'arrivée du Néerlandais au sein du club est importante, non seulement parce qu'il est un footballeur international reconnu avec encore de bonnes années devant lui, mais aussi parce qu'il est un acteur majeur du retour d'Arsenal à la réussite après des années de déclin. Bergkamp fait inscrire dans son contrat l'interdiction pour le club anglais de le contraindre à prendre un avion pour disputer un match. Le jour de l'ouverture la saison 1995-1996, Bergkamp fait ses débuts comme titulaire contre Middlesbrough. Il lutte pour s'adapter au jeu anglais et ne parvient pas à marquer lors des six premiers matchs de championnat, ce qui le rend « ridicule » selon la presse anglaise. Le 23 septembre 1995, Bergkamp ouvre son compteur avec un doublé contre Southampton à Highbury. Le Néerlandais termine sa première saison anglaise avec trente-trois matchs et onze buts inscrits, aidant Arsenal à terminer cinquième du championnat et gagner une place pour la Coupe UEFA en marquant lors de la victoire contre Bolton le dernier jour de la saison.
La nomination d'Arsène Wenger comme entraîneur d'Arsenal en septembre 1996 marque un tournant dans la carrière de Bergkamp. Wenger reconnait le talent du Néerlandais et veut l'utiliser comme un membre important du jeu d'attaque de l'équipe. Les deux sont partisans d'un football offensif doté d'un style plus proche de ce qui se pratique sur le continent. La décision de Wenger à imposer un régime de remise en forme et une santé stricte plait à Bergkamp. En dépit de moins de temps de jeu au cours de la saison 1996-1997, Bergkamp prend beaucoup d'importance dans l'équipe, réalisant treize passes décisives. Il ne reçoit son premier carton rouge contre Sunderland qu'en janvier 1997, pour un tacle haut sur le milieu de terrain Paul Bracewell à la 26e minute de jeu. Arsenal s'incline 1-0, mais une série de huit victoires sur leurs seize dernières rencontres permet au club de prendre la troisième place, à une place de la Ligue des champions à cause de la différence de buts.
Lors de la saison 1997-1998, Bergkamp est indispensable à Arsenal. Bergkamp se met en évidence dès le 23 août 1997 en réalisant un doublé face au Southampton FC, en championnat. Il contribue ainsi à la victoire de son équipe par trois buts à un. Le club réalise le doublé Coupe-Championnat. Il est le meilleur buteur des Gunners avec 22 réalisations, soit un ratio de 0,57 buts par matchs. Au début de la saison, à Leicester City, Bergkamp réalise son premier triplé. Après le match, l’entraîneur adverse Martin O'Neill admet que c'est « le meilleur hat-trick que j'ai jamais vu ». Il se met de nouveau en évidence contre le Chelsea FC le 21 septembre 1997, en championnat. Buteur à deux reprises ce jour-là, il permet aux siens de l'emporter à Stamford Bridge (2-3 score final). Lors du quart de finale de Coupe contre West Ham United, le 17 mars 1998, Bergkamp est expulsé pour un coup de coude administré et est suspendu trois matchs. Il ne joue plus de rôle dans la fin de saison d'Arsenal après sa blessures aux ischio-jambiers contre Derby County en avril 1998, le privant de la finale de FA Cup. Bergkamp se console en recevant le prix du Joueur de l'année, devenant seulement le deuxième joueur non britannique à être reconnu par ses collègues professionnels pour ses performances en Angleterre.
Après une efficace Coupe du monde 1998, Bergkamp connait une saison 1998-1999 prolifique, bien qu'Arsenal ne réussissent pas à conserver la Premier League en perdant le titre lors de la dernière journée à Manchester United. L'attaquant termine deuxième meilleur buteur du club avec seize buts. L'équipe est battue en demi-finale de Coupe face à United en avril 1999. Après avoir égalisé pour les Gunners, Bergkamp rate un penalty lors de la prolongation et son équipe s'incline finalement 2-1. Après cet échec, Bergkamp ne tire plus un seul penalty de sa carrière.
Bergkamp s'illustre dès la première journée de la saison 1999-2000 de Premier League, le 7 août 1999, en marquant un but face à Leicester City. Titulaire, il marque le but égalisateur et son équipe s'impose (2-1 score final). Il récidive lors de la journée suivante, le 10 août contre Derby County en donnant l'avantage à son équipe (1-2 score final). Lors de cette saison le club termine deuxième du championnat et s'incline en finale de la Coupe UEFA contre Galatasaray aux tirs au but. Le départ de son compatriote Marc Overmars et du milieu de terrain français Emmanuel Petit en fin de saison conduit à de la spéculation sur l'avenir de Bergkamp au sein d'Arsenal. Il signe finalement une prolongation de contrat en décembre 2000.

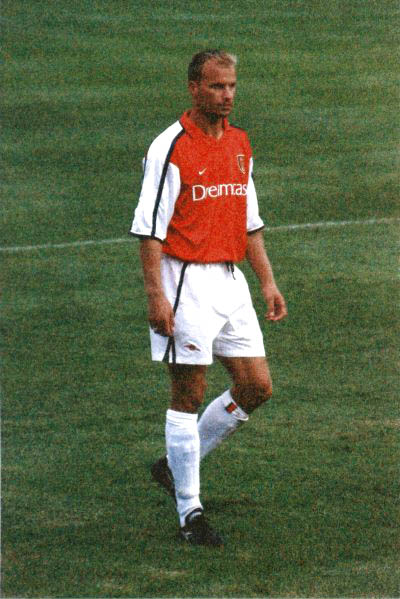
Dennis Bergkamp avec Arsenal en juillet 2001.

Malgré un éventail de nouvelles recrues faites durant la saison 2000-2001, Arsenal termine second du championnat pour la troisième saison consécutive. L'émergence de Thierry Henry et l'arrivée de Sylvain Wiltord au poste d'attaquant diminuent le temps de jeu de Bergkamp. Il rentre en jeu en fin de match lors de la finale de Coupe remportée par Liverpool.

#### De buteur à passeur (2001-2006)
Le succès arrive lors de la saison 2001-2002. Arsenal remporte le championnat, en battant Manchester United en fin de saison, réalisant le deuxième doublé Coupe-Championnat sous Arsène Wenger. Le Néerlandais joue trente-trois matchs de championnat, inscrivant quinze buts toutes compétitions confondues. Bergkamp est un grand artisan de la victoire contre Liverpool au quatrième tour de la FA Cup en janvier 2002, mais reçoit un carton rouge pour un tacle glissé sur Jamie Carragher. Il est suspendu pour trois matchs (deux de championnat, un de coupe) et fait son retour contre Newcastle United en mars 2002. Lors du match, le Néerlandais inscrit le seul but du match dans une action individuelle remarquée,. Bergkamp forme un duo efficace avec Ljungberg au cours de cette saison.
Bergkamp marque son centième but pour Arsenal contre Oxford United en janvier 2003. L'équipe ne conserve pas le titre malgré huit points d'avance en mars 2003 mais remporte la Coupe pour la deuxième année consécutive. En juillet 2003, Bergkamp signe une prolongation d'un an avec le club.

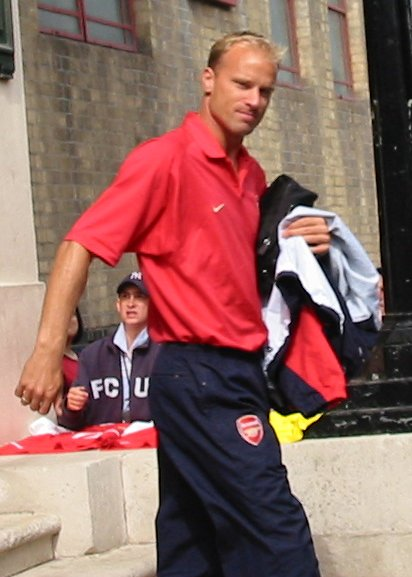
Bergkamp avec Arsenal.

Lors de la saison 2003-2004, Bergkamp et ses coéquipiers sont les premiers champions invaincus depuis plus d'un siècle. Dans le dernier match du championnat, contre Leicester City alors que le score est de 1-1, Bergkamp réalise une passe décisive pour son capitaine Patrick Vieira. L'équipe baptisée « Les Invincibles » n'a pas la même domination en Coupe d'Europe, Arsenal étant défait par Chelsea en quart de finale de la Ligue des champions. Le joueur des Pays-Bas signe à nouveau une prolongation de contrat en fin de saison.
Bergkamp dispute 29 rencontres de championnat durant la saison 2004-2005, mais Arsenal termine deuxième. Il inscrit un but dès la première journée face à l'Everton FC, le 15 août 2004 (victoire 1-4 d'Arsenal). Lors du dernier match de la saison face à Everton, Bergkamp est élu homme du match, marquant une fois et faisant deux passes décisives au cours d'une écrasante victoire (7-0). Les supporters d'Arsenal chantent « Une année de plus » lors du match. Bergkamp explique : « Ils sentent de toute évidence qu'il y aura une autre saison pour moi au club, ce qui est bien, car il montre qu'ils sont vraiment derrière moi ». Après la victoire aux tirs au but d'Arsenal sur Manchester United en finale de Coupe, il signe une extension de contrat d'un an.
L'équipe termine quatrième du championnat pour sa dernière saison. Le « Hollandais non-volant », surnom qu'on lui donne en raison de sa peur de l'avion, inscrit un but contre le FC Thun de la première journée de la Ligue des champions, rentrant en jeu à la 72e minute. Après beaucoup de campagnes de supporters d'Arsenal, le club décide de dédier l'un de ses matchs-thème organisé pour commémorer la dernière saison à Highbury, à Dennis Bergkamp. La rencontre a lieu le 15 avril 2006 contre West Bromwich Albion, célébrant la contribution du joueur. Les fans portent lors de la rencontre des T-shirts commémoratifs orangés avec l'inscription « DB10 ». Bergkamp rentre en jeu en seconde période et délivre une passe décisive pour Pirès. À juste titre, à la 89e minute, le but du Néerlandais s'avère être son dernier pour Arsenal. Bergkamp est remplaçant lors son dernier match pour Arsenal contre Barcelone en finale de la Ligue des champions (défaite 2-1).
Bergkamp participe au premier match sur le nouveau terrain d'Arsenal, l'Emirates Stadium. Le 22 juillet 2006, un jubilé se joue en son honneur à l'Emirates face à son ancien club, l'Ajax. Bergkamp commence le match avec son père Wim et son fils Mitchel. Ses quatre enfants sont mascottes lors de ce match. La première mi-temps voit les membres actuels d'Arsenal et de l'Ajax s'affronter, tandis que la seconde mi-temps est jouée par de célèbres ex-joueurs des deux clubs, tels que Wright, Vieira, Overmars, Petit et Seaman pour Arsenal, Cruyff, van Basten, Blind, Frank et Ronald de Boer pour l'Ajax.

### En équipe nationale (1990-2000)
Bergkamp fait ses débuts internationaux en équipe nationale contre l'Italie le 26 septembre 1990 en tant que remplaçant de Frank de Boer. La rencontre se termine par la victoire des Italiens (1-0). Il marque son premier but pour l'équipe contre la Grèce le 21 novembre 1990. Les Néerlandais s'imposent sur le score de deux buts à zéro. Le 19 décembre de la même année, pour sa quatrième sélection avec les Pays-Bas, Bergkamp réalise son premier doublé, lors de la large victoire de son équipe face à Malte (0-8). L'attaquant est sélectionné pour participer à Euro 1992, où les Oranjes sont tenants du titre. Les Pays-Bas réalisent un probant premier tour en signant une victoire sur l'Écosse (1-0, but de Bergkamp), un match nul et vierge avec la CEI et une victoire sur l'Allemagne (3-1, buts signés Rijkaard, Witschge et Bergkamp. En demi-finale contre le Danemark, les Pays-Bas sont rapidement menés au score. Bergkamp égalise avant que Larsen ne signe un doublé avant la mi-temps. Quatre minutes avant la fin du temps réglementaire, Rijkaard arrache l'égalisation et la prolongation (2-2). Les Oranjes sont éliminés aux tirs au but ; c'est le début d'une malédiction avec les séances de tirs au but qui empêche les Pays-Bas d'aller au bout des compétitions. L'attaquant termine co-meilleur buteur et fait partie de l'équipe-type de la compétition.
Le 9 septembre 1992, Bergkamp réalise son deuxième doublé en sélection, lors d'un match amical face à l'Italie. Il ne peut toutefois pas empêcher la défaite de son équipe par trois buts à deux.

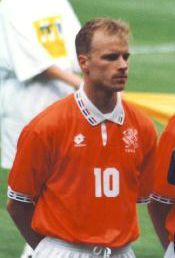
Bergkamp avant le match face à l’Écosse pendant l'Euro 1996.

Pendant les Éliminatoires de la Coupe du monde 1994, Bergkamp marque à cinq reprises en huit rencontres et participe à la qualification de son équipe. En phase finale, les Pays-Bas se qualifient en tant que vainqueurs d'un groupe très serré, où toutes les équipes sauf le Maroc ont six points. Lors du troisième match contre les Marocains, Bergkamp ouvre le score et permet d'assurer la première place de la poule aux Néerlandais. En huitième de finale, ils disposent de l'Irlande confortablement (2-0) grâce notamment à une réalisation de Bergkamp. Mais en quart de finale à Dallas, les Oranjes tombent sur le Brésil. Après un score nul à la mi-temps, les Brésiliens mènent rapidement 2-0. À l'heure de jeu, Bergkamp réduit l'écart après une rentrée de touche en s'infiltrant dans la surface de réparation au milieu de trois défenseurs et catapultant le ballon hors de portée de Cláudio Taffarel. Les Néerlandais s'inclinent finalement 3-2 malgré le troisième but en autant de match de l'attaquant d'Arsenal,.
Entre octobre 1994 et août 1996, Bergkamp est plus discret n'inscrivant que deux buts en quatorze sélections et ne pouvant éviter l'élimination de la Hollande en quart-de-finale.
Durant les éliminatoires pour l'Euro 1996, les Oranjes se compliquent la tâche en perdant en Biélorussie (0-1). Ils se classent à la deuxième place après une victoire sur la Norvège (3-0) et battent l'Irlande en barrage (2-0). En Angleterre, ils font un match nul et vierge au premier tour avec l'Écosse et gagnent contre la Suisse (2-0). Le dernier match de groupe contre l'Angleterre est décisif, le pays hôte s'impose largement (1-4) et les Néerlandais sont proches d'être dépassés au classement par l'Écosse, ne devant leur salut qu'à la réduction du score en fin de match par Kluivert. Ils sont éliminés par la France en quart de finale aux tirs au but. Bergkamp marque contre la Suisse lors du second match de poule et fournit une passe décisive pour Patrick Kluivert face à l'Angleterre.

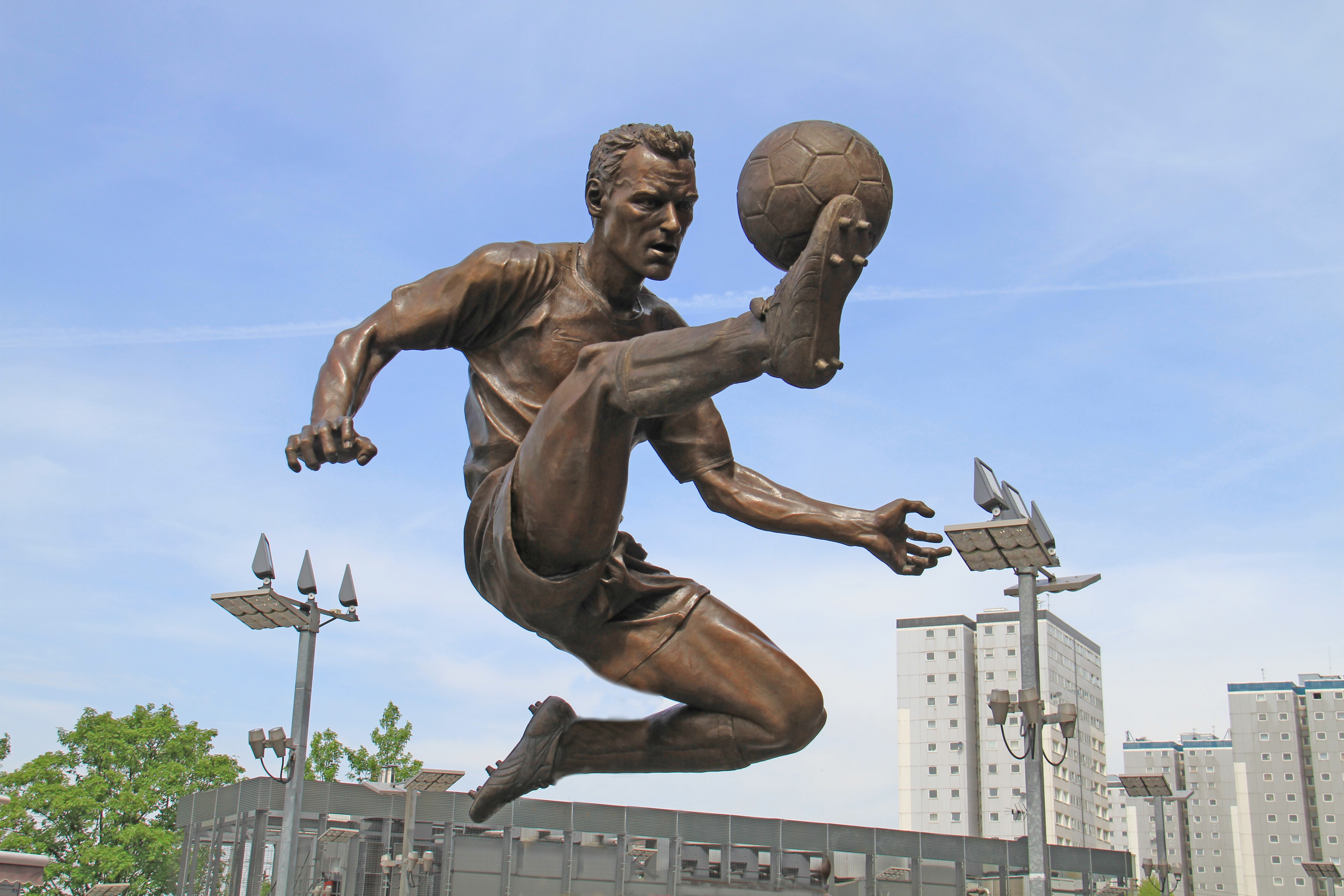
Statue, à l'extérieur de l'Emirates Stadium, illustrant son contrôle en extension lors du Mondial 1998.

Le 9 novembre 1996 face au Pays de Galles en tour préliminaire à la Coupe du monde 1998, Bergkamp réalise son seul « hat-trick » pour l'équipe nationale. Les Pays-Bas terminent premier de leur groupe et se qualifient pour le Mondial en France. Les Pays-Bas débutent par un match nul et vierge avec la Belgique, puis écrasent la Corée du Sud d'un convaincant 5-0 dont un but de Bergkamp et, déjà qualifiés, font un nouveau résultat nul avec le Mexique (2-2). En huitième de finale, les Pays-Bas ouvrent le score par Bergkamp avant l'égalisation yougoslave puis la qualification des Néerlandais dans les arrêts de jeu (2-1). En quart de finale au stade Vélodrome, les Pays-Bas affrontent l'Argentine. Après avoir frappé sur le montant, les Oranjes ouvrent la marque par Kluivert sur une remise de la tête de Bergkamp. Dans les dernières minutes du match, une longue transversale de Frank de Boer trouve Bergkamp à l'entrée qui réalise un enchaînement efficace qui redonne l'avantage à son équipe (2-1),, l'un des plus beaux buts de la compétition. Les Pays-Bas atteignent leur première demi-finale de Coupe du monde depuis 1978, et font face au Brésil, toujours à Marseille. La qualification pour la finale se joue aux tirs au but, que les Pays-Bas perdent une nouvelle fois. Les Pays-Bas terminent quatrièmes avec une défaite à Paris contre la Croatie (1-2) dans un match où tous les buts sont marqués dans les 35 premières minutes. Bergkamp fait partie de l'équipe du tournoi, aux côtés de Frank de Boer et Edgar Davids.
Les Pays-Bas et la Belgique coorganisent le championnat d'Europe en 2000 et sont donc dispensés de phase qualificative. Les Néerlandais ne jouent donc que des matchs amicaux entre 1998 et 2000. En dix rencontres, Bergkamp ne marque qu'une fois (son dernier but international contre le Brésil le 9 octobre 1999, score final : 2-2) et surtout connaît une série de sept matchs nuls consécutifs entre octobre 1998 et avril 2000. Dans le tournoi, le premier match des Oranjes contre la République tchèque est poussif, les Néerlandais ne l'emportant que grâce à un penalty dans les dernières minutes (1-0). Contre le Danemark, après une première mi-temps là aussi poussive, ils accélèrent en seconde période pour gagner 3-0. Les Pays-Bas s'attachent à gagner le dernier match contre la France (3-2). En quart de finale, la Yougoslavie oppose une faible résistance, Patrick Kluivert signe un triplé, ouvrant le score après un long une-deux avec Bergkamp (6-1). Contre l'Italie en demi-finale, la malédiction des tirs au but continue et les Pays-Bas sont éliminés (0-0, tab 1-3). Malgré de nombreuses occasions de but dont une frappe de Bergkamp sur le poteau, les Italiens s'imposent.
Après la défaite, Bergkamp annonce sa retraite internationale, préférant se concentrer sur sa carrière en club. Il arrête donc ses statistiques à 37 buts en 79 matchs. Son record est battu par Patrick Kluivert en juin 2003. La perspective d'une Coupe du monde 2002 disputée au Japon et en Corée du Sud et donc la nécessité pour l'aviophobe qu'il est de devoir prendre l'avion pour s'y rendre aurait influé sur sa décision d'arrêter prématurément sa carrière en sélection nationale.

### Reconversion (depuis 2006)
Le 26 octobre 2008, Bergkamp est nommé adjoint de Johan Neeskens à la tête de l'équipe des Pays-Bas nouvellement formée. Tout en suivant une formation d'entraîneur, il prend également en main l'équipe de l'Ajax des moins de 12 ans puis des moins de 19 ans.
Le 30 juin 2011, il est nommé entraîneur-adjoint de l'Ajax Amsterdam. Il épaule de ce fait Frank de Boer, avec qui il a joué à de nombreuses reprises en sélection et à l'Ajax.

## Style de jeu
Décrit comme un technicien hors-pair et un attaquant de rêve, Dennis Bergkamp est de ces joueurs qui donnent une dimension esthétique au football. Il a le goût du geste juste qui élimine l’adversaire, ou qui ouvre un boulevard dans les défenses les plus regroupées. Créateur et buteur, il est parfait au poste hybride de 9 et demi.

## Statistiques

### Générales
Dennis Bergkamp joue son premier match européen contre Malmö FF, le 14 mars 1987. En Coupe d'Europe, Bergkamp marque dix buts en 31 matchs pour l'Ajax Amsterdam, neuf buts en treize matchs pour l'Inter et onze buts en 48 matchs pour Arsenal. Il joue aussi deux matchs en Supercoupe de l'UEFA 1987 pour l'Ajax.
Ce tableau résume les statistiques en carrière de joueur de Dennis Bergkamp,, :
| Saison                | Club                  | Championnat           | Championnat | Championnat | Championnat | Coupe nationale | Coupe nationale | Coupe nationale | Coupe de la Ligue | Coupe de la Ligue | Coupe de la Ligue | Supercoupe | Supercoupe | Supercoupe | Compétition(s) continentale(s) | Compétition(s) continentale(s) | Compétition(s) continentale(s) | Compétition(s) continentale(s) | Autres compétitions | Autres compétitions | Autres compétitions | Autres compétitions | Pays-Bas | Pays-Bas | Pays-Bas | Total | Total | Total |
| Saison                | Club                  | Division              | M.          | B.          | P.d.        | M.              | B.              | P.d.            | M.                | B.                | P.d.              | M.         | B.         | P.d.       | Comp.                          | M.                             | B.                             | P.d.                           | Comp.               | M.                  | B.                  | P.d.                | M.       | B.       | P.d.     | M.    | B.    | P.d.  |
| 1986-1987             | Ajax Amsterdam        | D1                    | 14          | 2           | 2           | 5               | 0               | 0               | -                 | -                 | -                 | -          | -          | -          | C2                             | 4                              | 0                              | 0                              | -                   | -                   | -                   | -                   | -        | -        | -        | 23    | 2     | 2     |
| 1987-1988             | Ajax Amsterdam        | D1                    | 25          | 5           | 6           | 1               | 0               | 0               | -                 | -                 | -                 | -          | -          | -          | C2                             | 6                              | 1                              | 0                              | SE                  | 2                   | 0                   | 0                   | -        | -        | -        | 34    | 6     | 6     |
| 1988-1989             | Ajax Amsterdam        | D1                    | 30          | 13          | -           | 3               | 3               | 0               | -                 | -                 | -                 | -          | -          | -          | C3                             | 1                              | 0                              | 0                              | -                   | -                   | -                   | -                   | -        | -        | -        | 34    | 16    | 0     |
| 1989-1990             | Ajax Amsterdam        | D1                    | 25          | 8           | 1           | 2               | 1               | 0               | -                 | -                 | -                 | -          | -          | -          | C3                             | 1                              | 0                              | 0                              | -                   | -                   | -                   | -                   | -        | -        | -        | 28    | 9     | 1     |
| 1990-1991             | Ajax Amsterdam        | D1                    | 33          | 25          | 1           | 2               | 1               | 0               | -                 | -                 | -                 | -          | -          | -          | -                              | -                              | -                              | -                              | -                   | -                   | -                   | -                   | 6        | 3        | 0        | 41    | 29    | 1     |
| 1991-1992             | Ajax Amsterdam        | D1                    | 30          | 24          | -           | 3               | 0               | 0               | -                 | -                 | -                 | -          | -          | -          | C3                             | 11                             | 6                              | 0                              | -                   | -                   | -                   | -                   | 11       | 6        | 0        | 55    | 36    | 0     |
| 1992-1993             | Ajax Amsterdam        | D1                    | 28          | 26          | 3           | 4               | 4               | 0               | -                 | -                 | -                 | -          | -          | -          | C3                             | 8                              | 3                              | 1                              | -                   | -                   | -                   | -                   | 6        | 4        | 0        | 46    | 37    | 4     |
| Sous-total            | Sous-total            | Sous-total            | 185         | 103         | 13          | 21              | 9               | 0               | -                 | -                 | -                 | -          | -          | -          | -                              | 31                             | 10                             | 1                              | -                   | 2                   | 0                   | 0                   | 23       | 13       | 0        | 262   | 135   | 14    |
| 1993-1994             | Inter Milan           | Serie A               | 31          | 8           | 3           | 6               | 2               | 0               | -                 | -                 | -                 | -          | -          | -          | C3                             | 11                             | 8                              | 3                              | -                   | -                   | -                   | -                   | 13       | 9        | 1        | 61    | 27    | 7     |
| 1994-1995             | Inter Milan           | Serie A               | 21          | 3           | 6           | 1               | 0               | 0               | -                 | -                 | -                 | -          | -          | -          | C3                             | 2                              | 1                              | 0                              | -                   | -                   | -                   | -                   | 3        | 1        | 0        | 27    | 5     | 6     |
| Sous-total            | Sous-total            | Sous-total            | 52          | 11          | 9           | 7               | 2               | 0               | -                 | -                 | -                 | -          | -          | -          | -                              | 13                             | 9                              | 3                              | -                   | -                   | -                   | -                   | 16       | 10       | 1        | 88    | 32    | 13    |
| 1995-1996             | Arsenal FC            | PL                    | 33          | 11          | 8           | 1               | 0               | 0               | 7                 | 5                 | 2                 | -          | -          | -          | -                              | -                              | -                              | -                              | -                   | -                   | -                   | -                   | 10       | 2        | 1        | 51    | 18    | 11    |
| 1996-1997             | Arsenal FC            | PL                    | 29          | 12          | 9           | 2               | 1               | 1               | 2                 | 1                 | 0                 | -          | -          | -          | C3                             | 1                              | 0                              | 0                              | -                   | -                   | -                   | -                   | 6        | 7        | 0        | 40    | 21    | 10    |
| 1997-1998             | Arsenal FC            | PL                    | 28          | 16          | 11          | 7               | 3               | 3               | 4                 | 2                 | 0                 | -          | -          | -          | C3                             | 1                              | 1                              | 0                              | -                   | -                   | -                   | -                   | 9        | 4        | 3        | 49    | 26    | 17    |
| 1998-1999             | Arsenal FC            | PL                    | 29          | 12          | 13          | 6               | 3               | 0               | 1                 | 0                 | 0                 | 1          | 0          | 0          | C1                             | 3                              | 1                              | 0                              | -                   | -                   | -                   | -                   | 4        | 0        | 0        | 44    | 16    | 13    |
| 1999-2000             | Arsenal FC            | PL                    | 28          | 6           | 9           | -               | -               | -               | -                 | -                 | -                 | -          | -          | -          | C3                             | 11                             | 4                              | 0                              | -                   | -                   | -                   | -                   | 11       | 1        | 3        | 50    | 11    | 12    |
| 2000-2001             | Arsenal FC            | PL                    | 25          | 3           | 3           | 5               | 1               | 1               | -                 | -                 | -                 | -          | -          | -          | C1                             | 5                              | 1                              | 3                              | -                   | -                   | -                   | -                   | -        | -        | -        | 35    | 5     | 7     |
| 2001-2002             | Arsenal FC            | PL                    | 33          | 9           | 12          | 6               | 3               | 0               | 1                 | 0                 | 0                 | -          | -          | -          | C1                             | 6                              | 2                              | 1                              | -                   | -                   | -                   | -                   | -        | -        | -        | 46    | 14    | 13    |
| 2002-2003             | Arsenal FC            | PL                    | 29          | 4           | 9           | 4               | 2               | 1               | -                 | -                 | -                 | 1          | 0          | 1          | C1                             | 7                              | 1                              | 1                              | -                   | -                   | -                   | -                   | -        | -        | -        | 41    | 7     | 12    |
| 2003-2004             | Arsenal FC            | PL                    | 28          | 4           | 7           | 3               | 1               | 0               | -                 | -                 | -                 | 1          | 0          | 0          | C1                             | 6                              | 0                              | 1                              | -                   | -                   | -                   | -                   | -        | -        | -        | 38    | 5     | 8     |
| 2004-2005             | Arsenal FC            | PL                    | 29          | 8           | 12          | 4               | 0               | 0               | -                 | -                 | -                 | 1          | 0          | 0          | C1                             | 4                              | 0                              | 0                              | -                   | -                   | -                   | -                   | -        | -        | -        | 38    | 8     | 12    |
| 2005-2006             | Arsenal FC            | PL                    | 24          | 2           | 1           | 1               | 0               | 1               | 1                 | 0                 | 0                 | 1          | 0          | 0          | C1                             | 4                              | 1                              | 0                              | -                   | -                   | -                   | -                   | -        | -        | -        | 31    | 3     | 2     |
| Sous-total            | Sous-total            | Sous-total            | 315         | 87          | 94          | 39              | 14              | 7               | 16                | 8                 | 2                 | 5          | 0          | 1          | -                              | 48                             | 11                             | 6                              | -                   | -                   | -                   | -                   | 40       | 14       | 7        | 463   | 134   | 117   |
| Total sur la carrière | Total sur la carrière | Total sur la carrière | 552         | 201         | 116         | 67              | 25              | 7               | 16                | 8                 | 2                 | 5          | 0          | 1          | -                              | 92                             | 30                             | 10                             | -                   | 2                   | 0                   | 0                   | 79       | 37       | 8        | 813   | 301   | 144   |

### Détails des sélections et buts avec les Pays-Bas
| Compétition    | MJ | Buts | V  | N  | D  |
| -------------- | -- | ---- | -- | -- | -- |
| Coupe du monde | 12 | 6    | 6  | 2  | 4  |
| Euro           | 13 | 4    | 7  | 2  | 4  |
| Qualif. CdM    | 14 | 12   | 9  | 4  | 1  |
| Qualif. Euro   | 12 | 5    | 10 | 1  | 1  |
| Match amical   | 28 | 10   | 10 | 11 | 7  |
| Total          | 79 | 37   | 42 | 24 | 13 |

Dennis Bergkamp joue à 79 reprises pour l'équipe des Pays-Bas de football avec qui il inscrit 37 buts (soit 0,47 par match). Il fait ses débuts face à l'Italie le 26 septembre 1990 en match amical (défaite 1-0). Bergkamp doit attendre sa troisième sélection pour connaître la victoire avec le maillot Oranje à l'occasion de laquelle il inscrit son premier but international : 2-0 contre la Grèce, le 21 novembre 1990 en éliminatoires de l'Euro 1992.
Un mois plus tard, pour sa quatrième cape, l'attaquant inscrit son premier doublé en sélection contre Malte, aussi lors de ces éliminatoires. Le 9 novembre 1996, contre le Pays de Galles et tour préliminaire à la Coupe du monde 1998, Bergkamp réalise son premier et seul triplé pour l'équipe nationale. Ceci lance sa saison 1996-1997, la plus prolifique pour l'attaquant sous le maillot néerlandais avec sept buts inscrits en cinq matchs.
Le 29 juin 1998, en huitième-de-finale de la Coupe du monde 1998 contre le Yougoslavie, Bergkamp inscrit son 35e but en sélection et égale le record de Faas Wilkes datant de 1959. Le 4 juillet, lors du quart-de-finale contre l'Argentine, il devient le seul meilleur buteur de l'histoire de l'équipe des Pays-Bas de football en qualifiant son équipe à la 89e minute.
En 79 sélections, Dennis Bergkamp connaît 42 victoires, 24 matchs nuls et 13 défaites. Il vit sa plus large victoire contre le Malte le 19 décembre 1990 sur le score de 8 buts à 0 lors des éliminatoires pour l'Euro 1992. Son revers le plus important a lieu le 18 juin 1996 à Londres contre l'Angleterre, lors de l'Euro 1996 (4-1). Lors de ses 37 buts inscrits, les Pays-Bas ne s'inclinent qu'à quatre reprises.
| Les 79 sélections de Dennis Bergkamp avec les Pays-Bas | Les 79 sélections de Dennis Bergkamp avec les Pays-Bas | Les 79 sélections de Dennis Bergkamp avec les Pays-Bas | Les 79 sélections de Dennis Bergkamp avec les Pays-Bas | Les 79 sélections de Dennis Bergkamp avec les Pays-Bas | Les 79 sélections de Dennis Bergkamp avec les Pays-Bas | Les 79 sélections de Dennis Bergkamp avec les Pays-Bas |
| #                                                      | Date                                                   | Lieu                                                   | Adversaire                                             | Score                                                  | Compétition                                            | Note                                                   |
| ------------------------------------------------------ | ------------------------------------------------------ | ------------------------------------------------------ | ------------------------------------------------------ | ------------------------------------------------------ | ------------------------------------------------------ | ------------------------------------------------------ |
| 1                                                      | 26 septembre 1990                                      | Palerme                                                | Italie                                                 | 0-1                                                    | A                                                      |                                                        |
| 2                                                      | 17 octobre 1990                                        | Porto                                                  | Portugal                                               | 0-1                                                    | Élim. Euro 1992 - gr. 6                                |                                                        |
| 3                                                      | 21 novembre 1990                                       | Rotterdam                                              | Grèce                                                  | 2-0                                                    | Élim. Euro 1992 - gr. 6                                | But inscrit                                            |
| 4                                                      | 19 décembre 1990                                       | Ta'Qali                                                | Malte                                                  | 8-0                                                    | Élim. Euro 1992 - gr. 6                                | But inscrit · But inscrit                              |
| 5                                                      | 13 mars 1991                                           | Rotterdam                                              | Malte                                                  | 1-0                                                    | Élim. Euro 1992 - gr. 6                                |                                                        |
| 6                                                      | 17 avril 1991                                          | Rotterdam                                              | Finlande                                               | 2-0                                                    | Élim. Euro 1992 - gr. 6                                |                                                        |
| 7                                                      | 11 septembre 1991                                      | Eindhoven                                              | Pologne                                                | 1-1                                                    | A                                                      | But inscrit                                            |
| 8                                                      | 16 octobre 1991                                        | Rotterdam                                              | Portugal                                               | 1-0                                                    | Élim. Euro 1992 - gr. 6                                |                                                        |
| 9                                                      | 4 décembre 1991                                        | Thessalonique                                          | Grèce                                                  | 2-0                                                    | Élim. Euro 1992 - gr. 6                                | But inscrit                                            |
| 10                                                     | 12 février 1992                                        | Faro                                                   | Portugal                                               | 0-2                                                    | A                                                      |                                                        |
| 11                                                     | 27 mai 1992                                            | Sittard                                                | Autriche                                               | 3-2                                                    | A                                                      | But inscrit                                            |
| 12                                                     | 30 mai 1992                                            | Utrecht                                                | Pays de Galles                                         | 4-0                                                    | A                                                      |                                                        |
| 13                                                     | 5 juin 1992                                            | Lens                                                   | France                                                 | 1-1                                                    | A                                                      |                                                        |
| 14                                                     | 12 juin 1992                                           | Göteborg                                               | Écosse                                                 | 1-0                                                    | Euro 1992 - gr. B                                      | But inscrit                                            |
| 15                                                     | 15 juin 1992                                           | Göteborg                                               | CEI                                                    | 0-0                                                    | Euro 1992 - gr. B                                      |                                                        |
| 16                                                     | 18 juin 1992                                           | Göteborg                                               | Allemagne                                              | 3-1                                                    | Euro 1992 - gr. B                                      | But inscrit                                            |
| 17                                                     | 22 juin 1992                                           | Göteborg                                               | Danemark                                               | 2-2 tab 4-5                                            | Euro 1992 - demie                                      | But inscrit                                            |
| 18                                                     | 9 septembre 1992                                       | Eindhoven                                              | Italie                                                 | 2-3                                                    | A                                                      | But inscrit · But inscrit                              |
| 19                                                     | 23 septembre 1992                                      | Oslo                                                   | Norvège                                                | 1-2                                                    | Elim. CdM 1994 - gr. 2                                 | But inscrit                                            |
| 20                                                     | 14 octobre 1992                                        | Rotterdam                                              | Pologne                                                | 2-2                                                    | Elim. CdM 1994 - gr. 2                                 |                                                        |
| 21                                                     | 24 février 1993                                        | Utrecht                                                | Turquie                                                | 3-1                                                    | Elim. CdM 1994 - gr. 2                                 |                                                        |
| 22                                                     | 28 avril 1993                                          | Londres                                                | Angleterre                                             | 2-2                                                    | Elim. CdM 1994 - gr. 2                                 | But inscrit                                            |
| 23                                                     | 9 juin 1993                                            | Rotterdam                                              | Norvège                                                | 0-0                                                    | Elim. CdM 1994 - gr. 2                                 |                                                        |
| 24                                                     | 22 septembre 1993                                      | Bologne                                                | Saint-Marin                                            | 7-0                                                    | Elim. CdM 1994 - gr. 2                                 |                                                        |
| 25                                                     | 13 octobre 1993                                        | Rotterdam                                              | Angleterre                                             | 2-0                                                    | Elim. CdM 1994 - gr. 2                                 | But inscrit                                            |
| 26                                                     | 17 novembre 1993                                       | Poznán                                                 | Pologne                                                | 3-1                                                    | Elim. CdM 1994 - gr. 2                                 | But inscrit · But inscrit                              |
| 27                                                     | 19 janvier 1994                                        | Tunis                                                  | Tunisie                                                | 2-2                                                    | A                                                      |                                                        |
| 28                                                     | 23 mars 1994                                           | Glasgow                                                | Écosse                                                 | 1-0                                                    | A                                                      |                                                        |
| 29                                                     | 20 avril 1994                                          | Tilbourg                                               | République d'Irlande                                   | 0-1                                                    | A                                                      |                                                        |
| 30                                                     | 1er juin 1994                                          | Eindhoven                                              | Hongrie                                                | 7-1                                                    | A                                                      | But inscrit · But inscrit                              |
| 31                                                     | 12 juin 1994                                           | Toronto                                                | Canada                                                 | 3-0                                                    | A                                                      | But inscrit                                            |
| 32                                                     | 20 juin 1994                                           | Washington                                             | Arabie saoudite                                        | 2-1                                                    | Mondial 1994 - gr. F                                   |                                                        |
| 33                                                     | 25 juin 1994                                           | Orlando                                                | Belgique                                               | 0-1                                                    | Mondial 1994 - gr. F                                   |                                                        |
| 34                                                     | 29 juin 1994                                           | Orlando                                                | Maroc                                                  | 2-1                                                    | Mondial 1994 - gr. F                                   | But inscrit                                            |
| 35                                                     | 4 juillet 1994                                         | Orlando                                                | République d'Irlande                                   | 2-0                                                    | Mondial 1994 - huitième                                | But inscrit                                            |
| 36                                                     | 9 juillet 1994                                         | Dallas                                                 | Brésil                                                 | 2-3                                                    | Mondial 1994 - quart                                   | But inscrit                                            |
| 37                                                     | 12 octobre 1994                                        | Oslo                                                   | Norvège                                                | 1-1                                                    | Élim. Euro 1996 - gr. 5                                |                                                        |
| 38                                                     | 22 février 1995                                        | Eindhoven                                              | Portugal                                               | 0-1                                                    | A                                                      |                                                        |
| 39                                                     | 29 mars 1995                                           | Rotterdam                                              | Malte                                                  | 4-0                                                    | Élim. Euro 1996 - gr. 5                                | But inscrit                                            |
| 40                                                     | 6 septembre 1995                                       | Rotterdam                                              | Biélorussie                                            | 1-0                                                    | Élim. Euro 1996 - gr. 5                                |                                                        |
| 41                                                     | 15 novembre 1995                                       | Rotterdam                                              | Norvège                                                | 3-0                                                    | Élim. Euro 1996 - gr. 5                                |                                                        |
| 42                                                     | 13 décembre 1995                                       | Liverpool                                              | République d'Irlande                                   | 2-0                                                    | Élim. Euro 1996 - gr. 5                                |                                                        |
| 43                                                     | 24 avril 1996                                          | Rotterdam                                              | Allemagne                                              | 0-1                                                    | A                                                      |                                                        |
| 44                                                     | 29 mai 1996                                            | Tilbourg                                               | Chine                                                  | 2-0                                                    | A                                                      |                                                        |
| 45                                                     | 4 juin 1996                                            | Rotterdam                                              | République d'Irlande                                   | 3-1                                                    | A                                                      | But inscrit                                            |
| 46                                                     | 10 juin 1996                                           | Birmingham                                             | Écosse                                                 | 0-0                                                    | Euro 1996 - gr. A                                      |                                                        |
| 47                                                     | 13 juin 1996                                           | Birmingham                                             | Suisse                                                 | 2-0                                                    | Euro 1996 - gr. A                                      | But inscrit                                            |
| 48                                                     | 18 juin 1996                                           | Londres                                                | Angleterre                                             | 1-4                                                    | Euro 1996 - gr. A                                      |                                                        |
| 49                                                     | 22 juin 1996                                           | Liverpool                                              | France                                                 | 0-0 tab 4-5                                            | Euro 1996 - quart                                      |                                                        |
| 50                                                     | 31 août 1996                                           | Amsterdam                                              | Brésil                                                 | 2-2                                                    | A                                                      |                                                        |
| 51                                                     | 9 novembre 1996                                        | Eindhoven                                              | Pays de Galles                                         | 7-1                                                    | Elim. CdM 1998 - gr. 7                                 | But inscrit · But inscrit · But inscrit                |
| 52                                                     | 14 décembre 1996                                       | Bruxelles                                              | Belgique                                               | 3-0                                                    | Elim. CdM 1998 - gr. 7                                 | But inscrit                                            |
| 53                                                     | 26 février 1997                                        | Paris                                                  | France                                                 | 1-2                                                    | A                                                      | But inscrit                                            |
| 54                                                     | 29 mars 1997                                           | Amsterdam                                              | Saint-Marin                                            | 4-0                                                    | Elim. CdM 1998 - gr. 7                                 |                                                        |
| 55                                                     | 30 avril 1997                                          | Serravalle                                             | Saint-Marin                                            | 6-0                                                    | Elim. CdM 1998 - gr. 7                                 | But inscrit · But inscrit                              |
| 56                                                     | 6 septembre 1997                                       | Rotterdam                                              | Belgique                                               | 3-1                                                    | Elim. CdM 1998 - gr. 7                                 | But inscrit                                            |
| 57                                                     | 11 octobre 1997                                        | Amsterdam                                              | Turquie                                                | 0-0                                                    | Elim. CdM 1998 - gr. 7                                 |                                                        |
| 58                                                     | 13 juin 1998                                           | Paris                                                  | Belgique                                               | 0-0                                                    | Mondial 1998 - gr. E                                   |                                                        |
| 59                                                     | 20 juin 1998                                           | Marseille                                              | Corée du Sud                                           | 5-0                                                    | Mondial 1998 - gr. E                                   | But inscrit                                            |
| 60                                                     | 25 juin 1998                                           | Saint-Étienne                                          | Mexique                                                | 2-2                                                    | Mondial 1998 - gr. E                                   |                                                        |
| 61                                                     | 29 juin 1998                                           | Toulouse                                               | RF Yougoslavie                                         | 2-1                                                    | Mondial 1998 - huitième                                | But inscrit                                            |
| 62                                                     | 4 juillet 1998                                         | Marseille                                              | Argentine                                              | 2-1                                                    | Mondial 1998 - quart                                   | But inscrit                                            |
| 63                                                     | 7 juillet 1998                                         | Marseille                                              | Brésil                                                 | 1-1 tab 2-4                                            | Mondial 1998 - demie                                   |                                                        |
| 64                                                     | 11 juillet 1998                                        | Paris                                                  | Croatie                                                | 1-2                                                    | Mondial 1998 - 3e place                                |                                                        |
| 65                                                     | 10 octobre 1998                                        | Eindhoven                                              | Pérou                                                  | 2-0                                                    | A                                                      |                                                        |
| 66                                                     | 13 octobre 1998                                        | Arnhem                                                 | Ghana                                                  | 0-0                                                    | A                                                      |                                                        |
| 67                                                     | 10 février 1999                                        | Paris                                                  | Portugal                                               | 0-0                                                    | A                                                      |                                                        |
| 68                                                     | 31 mars 1999                                           | Amsterdam                                              | Argentine                                              | 1-1                                                    | A                                                      |                                                        |
| 69                                                     | 4 septembre 1999                                       | Rotterdam                                              | Belgique                                               | 5-5                                                    | A                                                      |                                                        |
| 70                                                     | 9 octobre 1999                                         | Amsterdam                                              | Brésil                                                 | 2-2                                                    | A                                                      | But inscrit                                            |
| 71                                                     | 13 novembre 1999                                       | Eindhoven                                              | Tchéquie                                               | 1-1                                                    | A                                                      |                                                        |
| 72                                                     | 26 avril 2000                                          | Arnhem                                                 | Écosse                                                 | 0-0                                                    | A                                                      |                                                        |
| 73                                                     | 28 mai 2000                                            | Amsterdam                                              | Roumanie                                               | 2-1                                                    | A                                                      |                                                        |
| 74                                                     | 4 juin 2000                                            | Lausanne                                               | Pologne                                                | 3-1                                                    | A                                                      |                                                        |
| 75                                                     | 11 juin 2000                                           | Amsterdam                                              | Tchéquie                                               | 1-0                                                    | Euro 2000 - gr. D                                      |                                                        |
| 76                                                     | 16 juin 2000                                           | Rotterdam                                              | Danemark                                               | 3-0                                                    | Euro 2000 - gr. D                                      |                                                        |
| 77                                                     | 21 juin 2000                                           | Amsterdam                                              | France                                                 | 3-2                                                    | Euro 2000 - gr. D                                      |                                                        |
| 78                                                     | 25 juin 2000                                           | Rotterdam                                              | RF Yougoslavie                                         | 6-1                                                    | Euro 2000 - quart                                      |                                                        |
| 79                                                     | 29 juin 2000                                           | Amsterdam                                              | Italie                                                 | 0-0 tab 1-3                                            | Euro 2000 - demie                                      |                                                        |

| Buts en sélection de Dennis Bergkamp | Buts en sélection de Dennis Bergkamp | Buts en sélection de Dennis Bergkamp | Buts en sélection de Dennis Bergkamp | Buts en sélection de Dennis Bergkamp | Buts en sélection de Dennis Bergkamp | Buts en sélection de Dennis Bergkamp    |
| #                                    | Date                                 | Lieu                                 | Adversaire                           | Score                                | Résultats                            | Compétitions                            |
| ------------------------------------ | ------------------------------------ | ------------------------------------ | ------------------------------------ | ------------------------------------ | ------------------------------------ | --------------------------------------- |
| 1                                    | 21 novembre 1990                     | De Kuip, Rotterdam                   | Grèce                                | 1-0                                  | 2-0                                  | Éliminatoires Euro 1992                 |
| 2                                    | 19 décembre 1990                     | Ta'Qali Stadium, Ta'Qali             | Malte                                | 5-0                                  | 8-0                                  | Éliminatoires Euro 1992                 |
| 3                                    | 19 décembre 1990                     | Ta'Qali Stadium, Ta'Qali             | Malte                                | 7-0                                  | 8-0                                  | Éliminatoires Euro 1992                 |
| 4                                    | 11 septembre 1991                    | Philips Stadion, Eindhoven           | Pologne                              | 1-1                                  | 1-1                                  | Match amical                            |
| 5                                    | 4 décembre 1991                      | Stade Kaftanzoglio, Thessaloniki     | Grèce                                | 1-0                                  | 2-0                                  | Éliminatoires Euro 1992                 |
| 6                                    | 27 mai 1992                          | Trendwork Arena, Sittard             | Autriche                             | 2-0                                  | 3-2                                  | Match amical                            |
| 7                                    | 12 juin 1992                         | Ullevi, Göteborg                     | Écosse                               | 1-0                                  | 1-0                                  | Euro 1992                               |
| 8                                    | 18 juin 1992                         | Ullevi, Göteborg                     | Allemagne                            | 3-1                                  | 3-1                                  | Euro 1992                               |
| 9                                    | 22 juin 1992                         | Ullevi, Göteborg                     | Danemark                             | 1-1                                  | 2-2 tab 4-5                          | Euro 1992                               |
| 10                                   | 9 septembre 1992                     | Philips Stadion, Eindhoven           | Italie                               | 1-0                                  | 3-2                                  | Match amical                            |
| 11                                   | 9 septembre 1992                     | Philips Stadion, Eindhoven           | Italie                               | 2-0                                  | 3-2                                  | Match amical                            |
| 12                                   | 23 septembre 1992                    | Ullevaal Stadion, Oslo               | Norvège                              | 1-1                                  | 1-2                                  | Éliminatoires de la Coupe du monde 1994 |
| 13                                   | 28 avril 1993                        | Stade de Wembley, Londres            | Angleterre                           | 1-2                                  | 2-2                                  | Éliminatoires de la Coupe du monde 1994 |
| 14                                   | 13 octobre 1993                      | De Kuip, Rotterdam                   | Angleterre                           | 2-0                                  | 2-2                                  | Éliminatoires de la Coupe du monde 1994 |
| 15                                   | 17 novembre 1993                     | Stade municipal, Poznań              | Pologne                              | 1-0                                  | 3-1                                  | Éliminatoires de la Coupe du monde 1994 |
| 16                                   | 17 novembre 1993                     | Stade municipal, Poznań              | Pologne                              | 2-1                                  | 3-1                                  | Éliminatoires de la Coupe du monde 1994 |
| 17                                   | 1er juin 1994                        | Philips Stadion, Eindhoven           | Hongrie                              | 1-1                                  | 7-1                                  | Match amical                            |
| 18                                   | 1er juin 1994                        | Philips Stadion, Eindhoven           | Hongrie                              | 7-1                                  | 7-1                                  | Match amical                            |
| 19                                   | 12 juin 1994                         | Varsity Stadium, Toronto             | Canada                               | 1-0                                  | 3-0                                  | Match amical                            |
| 20                                   | 29 juin 1994                         | Citrus Bowl, Orlando                 | Maroc                                | 1-0                                  | 2-1                                  | Coupe du monde 1994                     |
| 21                                   | 4 juillet 1994                       | Citrus Bowl, Orlando                 | République d'Irlande                 | 1-0                                  | 2-0                                  | Coupe du monde 1994                     |
| 22                                   | 9 juillet 1994                       | Cotton Bowl, Dallas                  | Brésil                               | 1-2                                  | 2-3                                  | Coupe du monde 1994                     |
| 23                                   | 29 mars 1995                         | De Kuip, Rotterdam                   | Malte                                | 2-0                                  | 4-0                                  | Éliminatoires Euro 1996                 |
| 24                                   | 4 juin 1996                          | De Kuip, Rotterdam                   | République d'Irlande                 | 1-1                                  | 3-1                                  | Match amical                            |
| 25                                   | 13 juin 1996                         | Villa Park, Birmingham               | Suisse                               | 2-0                                  | 2-0                                  | Euro 1996                               |
| 26                                   | 9 novembre 1996                      | Philips Stadion, Eindhoven           | Pays de Galles                       | 1-0                                  | 7-1                                  | Éliminatoires de la Coupe du monde 1998 |
| 27                                   | 9 novembre 1996                      | Philips Stadion, Eindhoven           | Pays de Galles                       | 6-0                                  | 7-1                                  | Éliminatoires de la Coupe du monde 1998 |
| 28                                   | 9 novembre 1996                      | Philips Stadion, Eindhoven           | Pays de Galles                       | 7-1                                  | 7-1                                  | Éliminatoires de la Coupe du monde 1998 |
| 29                                   | 12 décembre 1996                     | Stade Roi Baudouin, Bruxelles        | Belgique                             | 1-0                                  | 3-0                                  | Éliminatoires de la Coupe du monde 1998 |
| 30                                   | 26 février 1997                      | Parc des Princes, Paris              | France                               | 1-0                                  | 1-2                                  | Match amical                            |
| 31                                   | 30 avril 1997                        | Stadio Olimpico, Serravalle          | Saint-Marin                          | 1-0                                  | 6-0                                  | Éliminatoires de la Coupe du monde 1998 |
| 32                                   | 30 avril 1997                        | Stadio Olimpico, Serravalle          | Saint-Marin                          | 6-0                                  | 6-0                                  | Éliminatoires de la Coupe du monde 1998 |
| 33                                   | 6 septembre 1997                     | Amsterdam Arena, Amsterdam           | Belgique                             | 3-1                                  | 3-1                                  | Éliminatoires de la Coupe du monde 1998 |
| 34                                   | 20 juin 1998                         | Stade Vélodrome, Marseille           | Corée du Sud                         | 3-0                                  | 5-0                                  | Coupe du monde 1998                     |
| 35                                   | 29 juin 1998                         | Stadium municipal, Toulouse          | RF Yougoslavie                       | 1-0                                  | 2-1                                  | Coupe du monde 1998                     |
| 36                                   | 4 juillet 1998                       | Stade Vélodrome, Marseille           | Argentine                            | 2-1                                  | 2-1                                  | Coupe du monde 1998                     |
| 37                                   | 9 octobre 1999                       | Amsterdam Arena, Amsterdam           | Brésil                               | 1-0                                  | 2-2                                  | Match amical                            |

## Palmarès

### En club
- Ajax Amsterdam :
  - Vainqueur de la Coupe d'Europe des Vainqueurs de Coupe en 1987.
  - Vainqueur de la Coupe de l'UEFA en 1992.
  - Champion d'Eredivisie  en 1990.
  - Vainqueur de la Coupe des Pays-Bas en 1987 et en 1993.
  - Finaliste de la Supercoupe d'Europe en 1987.
  - Finaliste de la Coupe d'Europe des Vainqueurs de Coupe en 1988.
  - Vice-champion d'Eredivisie en 1987, 1988, en 1989, en 1991 et en 1992.
- Inter Milan :
  - Vainqueur de la Coupe de l'UEFA en 1994.
- Arsenal FC
  - Champion de Premier League en 1998, en 2002 et en 2004.
  - Vainqueur de la Coupe d'Angleterre en 1998, en 2002, en 2003 et en 2005.
  - Vainqueur du Community Shield en 1998, en 2002 et en 2004.
  - Finaliste de la Ligue des Champions de l'UEFA en 2006.
  - Finaliste de la Coupe de l'UEFA en 2000.
  - Vice-champion de Premier League en 1999, en 2000, en 2001, en 2003 et en 2005.
  - Finaliste de la Coupe d'Angleterre en 2001.
  - Finaliste du Community Shield en 2003 et en 2005.

### En sélection
- Pays-Bas :
  - 4ème à la Coupe du monde en 1998.

### Distinctions individuelles
- Meilleur buteur d'Eredivisie en 1991 (25 buts), en 1992 (24 buts) et en 1993 (26 buts)
- Co-meilleur buteur du Championnat d'Europe en 1992 (3 buts)
- Meilleur passeur de Premier League en 1999 (13 passes décisives)
- Élu meilleur joueur de l'année PFA de Premier League en 1998
- Élu meilleur joueur de l'année FWA de Premier League en 1998
- Élu meilleur joueur du mois de Premier League en août 1997, en septembre 1997, en mars 2002 et en février 2004
- Nommé dans l'équipe-type du Championnat d'Europe des Nations en 1992
- Nommé dans l'équipe-type de la Coupe du Monde en 1998
- Nommé dans l'équipe-type de Premier League en 1998
- Élu 2e au Ballon d'Or France Football en Ballon d'or 1993
- Élu 2e meilleur joueur de l'histoire d'Arsenal en 2008[43]
- Nommé au FIFA 100 en 2004
- Intégré au Premier League Hall of Fame en 2021[44]

## Vie privée
En raison de sa phobie de l'avion, il se déplace seulement en voiture, en bus ou en train lorsqu'Arsenal doit jouer à l'extérieur. Il est d'ailleurs pour cela surnommé « the Non-flying Dutchman » (littéralement « le Hollandais non volant »), en référence au bateau fantôme  le Hollandais volant, ainsi qu'au surnom de Johan Cruyff. L'origine de cette phobie serait une fausse alerte à la bombe sur un vol que devaient prendre les Néerlandais lors de la Coupe du monde 1994 organisée aux États-Unis. Cela lui aurait rappelé l'écrasement d'un avion, le vol Surinam Airways 764, à bord duquel de nombreux Surinamo-Néerlandais ont péri en juin 1989. Il a néanmoins participé à quelques rencontres de Ligue des champions en Espagne ou en Italie, partant quelques jours avant ses coéquipiers.